# Franciscanessen van O. L. V. van het H. Hart
Im Jahre 1880 kamen einige Franziskanerinnen der Kongregation gleichen Namens aus dem Mutterhaus Bergen nach Herne und übernahmen die Pflege im Godshuis. Schon ein Jahr später (1881) wurden sie zu einer selbständigen Kongregation bischöflichen Rechtes, mit dem Namen Congregatie van de Franciskanessen van O. L. Vr. Van het H. Hart. 
Schon seit 1925 hatte die Kongregation keine Berufungen mehr und auch das Gebäude, welches sie mittlerweile erworben hatten, verfiel mehr und mehr. So wurde die Kongregation am 27. November 1959 den Augustinessen Zwartzusters van Halle (Belgien) angeschlossen.